# 世界の秘密 (曲)
「世界の秘密」（せかいのひみつ）は、日本のシンガーソングライター・さユりの8枚目のシングル。2021年9月8日にアリオラジャパンから発売された。

## 概要
表題曲「世界の秘密」は、TVアニメ「EDENS ZERO」エンディングテーマとして書き下ろしされた。
ジャケットのアートワークは、当楽曲と「EDENS ZERO」の神秘に満ちた世界観が表現されている。
発売形態は初回生産限定版、期間生産限定盤、通常版の3形態。

初回生産限定盤は、三方背BOXの窓枠からピクチャーレーベルCDの絵柄が見え、ピクチャーレーベルCDの入れ方により三方背との組み合わせで違ったデザインを楽しめる、ピクチャーレーベルCD&豪華窓あき三方背仕様となっている。
期間生産限定盤は、真島ヒロ描き下ろしのレベッカとハッピーのイラストが描かれた三方背BOXの窓枠から、同じく真島ヒロ描き下ろしのシキ&ワイズのキャラクターカードが見え、このキャラクターカードを180度変えるとシキとワイズのイラストが入れ替わり2パターンのデザインが楽しめる、真島ヒロ描き下ろしキャラクター絵柄豪華三方背&真島ヒロ描き下ろしキャラクターカード仕様となっている。

## 収録曲
1. 世界の秘密
2. るーららるーらーるららるーらー-remix-